# Curio radicans
Curio radicans, (tiếng Việt: cây lưỡi câu) là một loài thực vật có hoa trong họ Cúc. Loài này được (L.f.) Sch.Bip. miêu tả khoa học đầu tiên năm 1845. Đây là loài cây trồng trong nhà mọng nước có nguồn gốc từ Nam Phi. Là một thành viên của họ Cúc, loài này có họ hàng gần với chuỗi ngọc trai và Curio hallianus phổ biến. Nó có nhiều tua lá bóng và cong nhẹ, hình giống quả chuối nên thường được gọi là cây chuỗi chuối hoặc cây senecio móc câu.
Giống như hầu hết các thành viên của chi Curio, C. radicans tương đối cứng cáp và dễ trồng, khiến nó trở thành loài cây khởi đầu tuyệt vời cho những người mới làm vườn và những người đang tìm cách tiếp cận sở thích cây xanh mọng nước hoặc trồng trong chậu.  Một hình thức trang trí thảm xanh thú vị cho bất kỳ ngôi nhà hoặc khu vườn nào, C. radicans đặc biệt mọc tốt trong chậu, giỏ treo, vườn cây mọng nước và các khu vực khác cần quan tâm đến kết cấu.

## Phân bố
Curio radicans có nguồn gốc từ vùng Tỉnh Cape ở Nam Phi. Trên thực tế, ở các khu vực sa mạc của Nam Phi nơi độ khô cằn tăng lên, bao gồm cả khu vực trung tâm Karroid, thảm thực vật chiếm ưu thế bao gồm cây bụi lùn xerophytic, loài xương rồng và nhiều thành viên của tông Vi hoàng. Ở những khu vực có độ ẩm rất thấp này, đồng cỏ điển hình của các khu vực khác ở Châu Phi nhường chỗ cho những khu vực mà cỏ dại chiếm ưu thế hơn so với những loài thực vật chịu hạn này, chúng thường mọc cách xa nhau với những dải cát hoặc đá trải dài ở giữa.

## Môi trường sống và hệ sinh thái

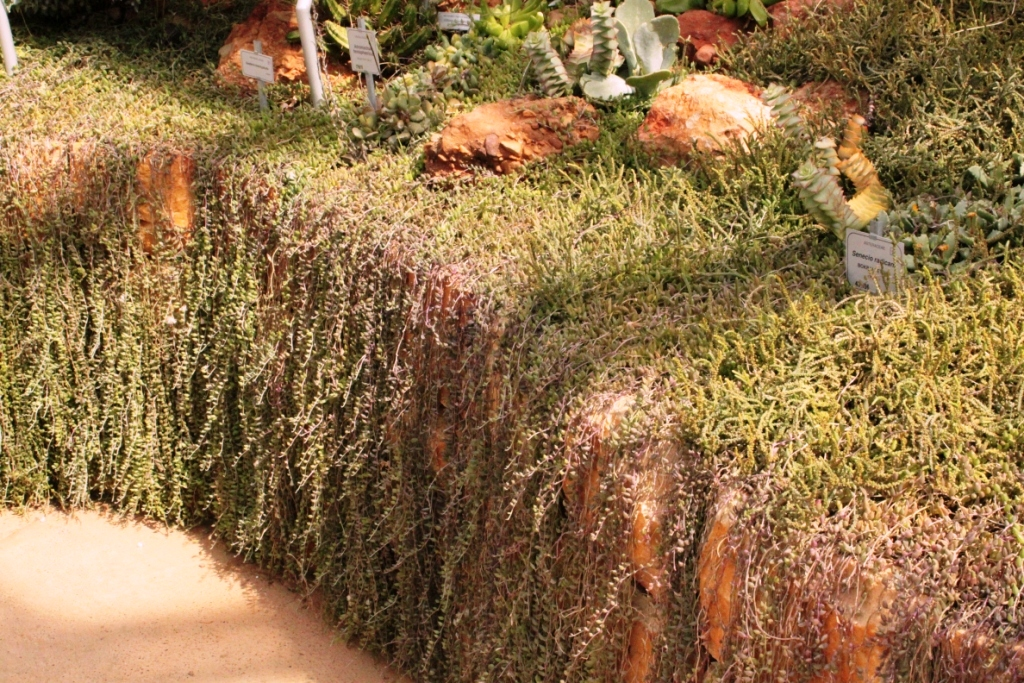
Curio radicans ở Cape Town

Là loài bản địa của khu vực Tỉnh Cape ở Nam Phi, Curio radicans là một loài mọng nước có thể phát triển ở những vùng nhiệt đới, ấm áp và cả trong khu vực khô cằn. Các mô mọng nước của nó giúp duy trì độ ẩm, khiến nó thích nghi tốt với điều kiện khô, nóng đặc trưng của nhiều vùng ở Nam Phi. Giống như hầu hết các loài mọng nước, loài này rất dễ bị đóng băng và không thể chịu được nhiệt độ đóng băng (dưới 0 độ C hoặc 32 độ F), loài này bị hạn chế trong việc chỉ có thể sinh sống ở những khu vực có nhiệt độ hàng năm không giảm xuống dưới mức này.

## Hình thái học

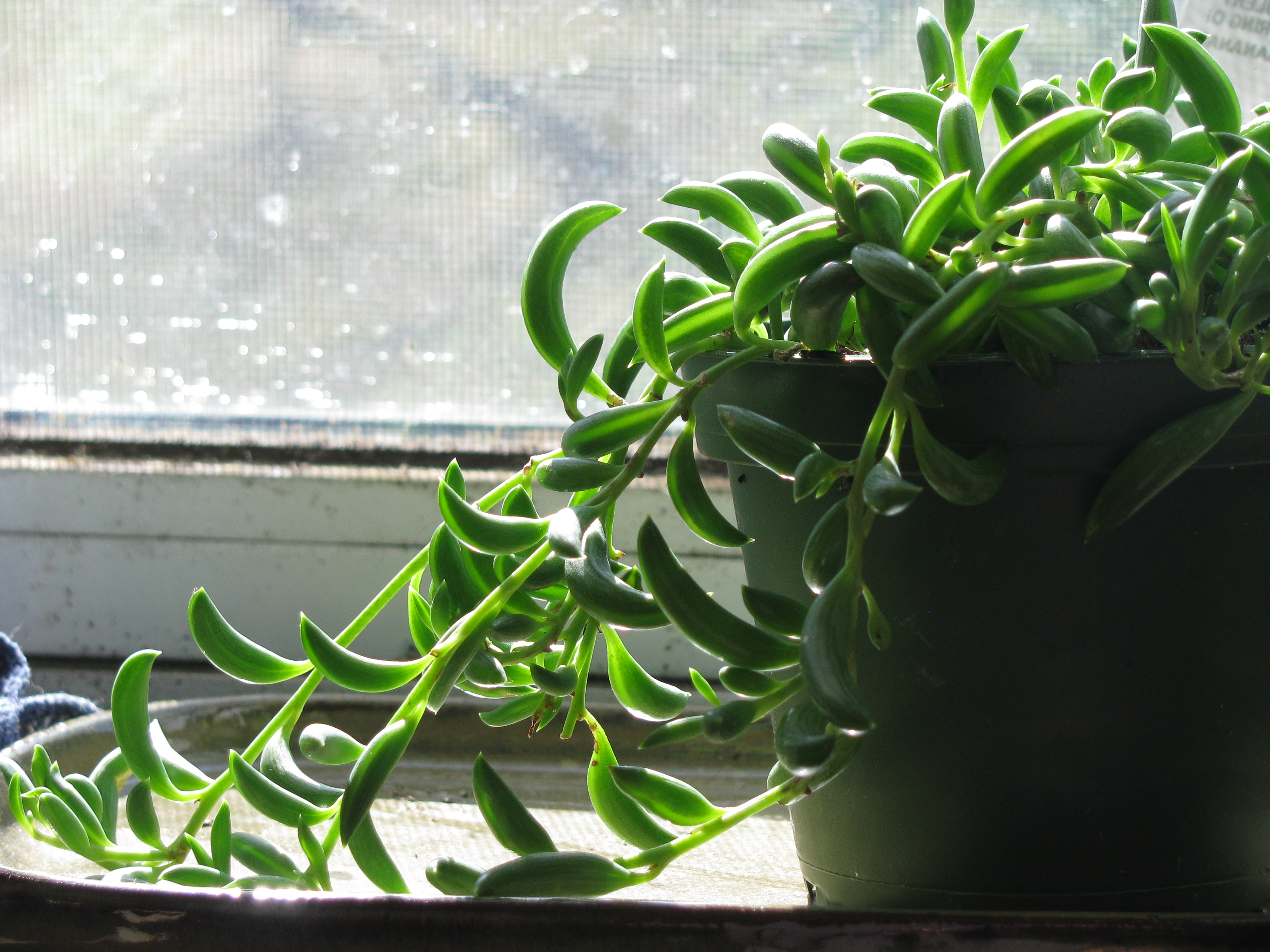
Cây chuỗi chuối phát triển thành tua dài những chiếc lá hình quả chuối trông rất hấp dẫn.

Các cá thể của loài này có thói quen sinh trưởng phủ phục với các thân tạo thành thảm dài 15–30 cm. Sự phát triển của nó hình thành các tua dài, mờ, làm cho "chuỗi chuối" trở thành một lớp phủ mặt đất tuyệt vời, như cũng như lý tưởng để xếp thành tầng trên các cạnh của thùng chứa hoặc giỏ treo.

## Tán lá

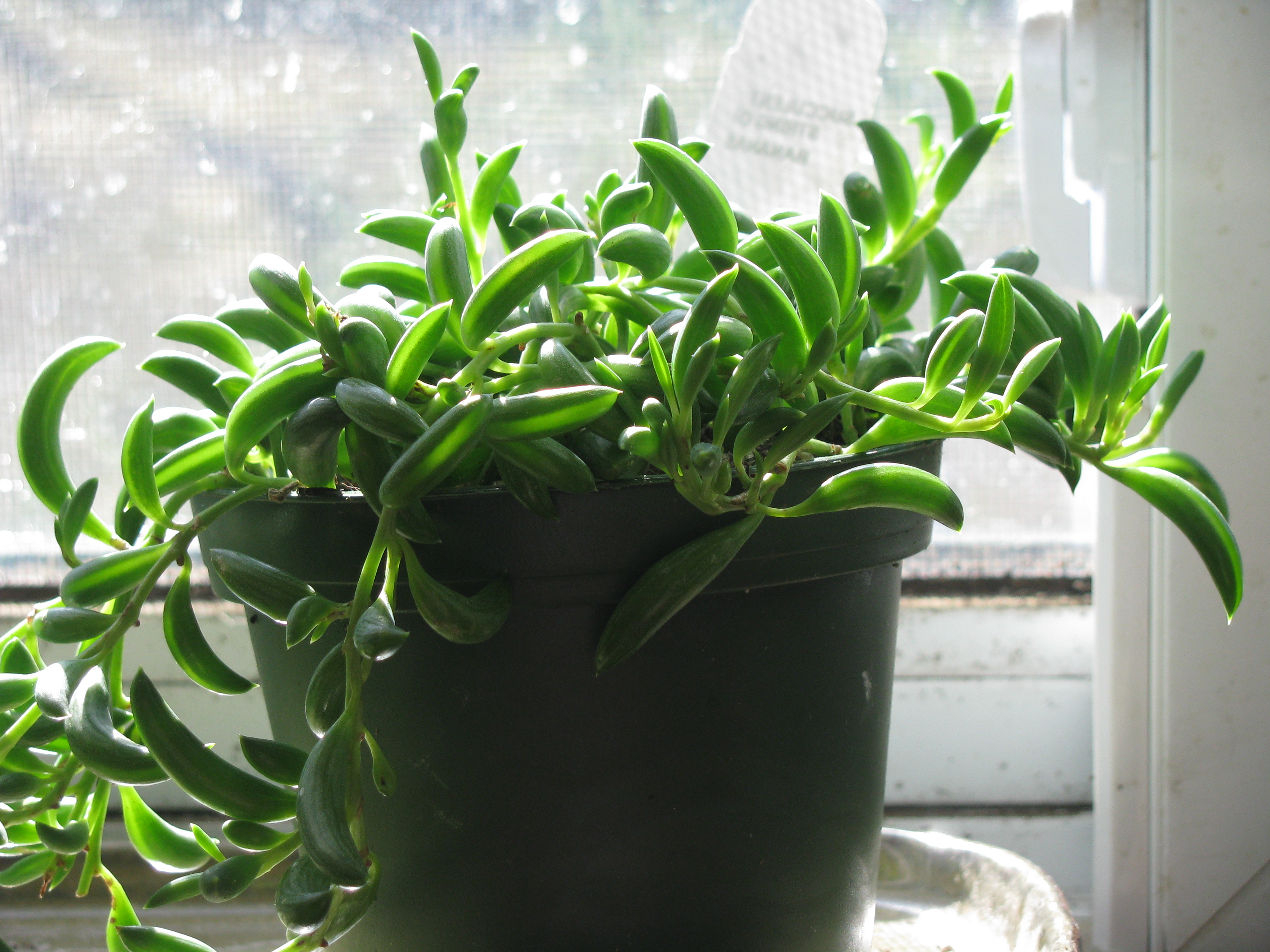
Curio radicans là một loại cây trồng trong nhà tuyệt vời vào mùa đông

Chúng được trồng để tạo hình dạng, kết cấu và màu sắc do có các tán lá hấp dẫn hơn là trồng để nở hoa, các yếu tố của loài Curio radicans thích hợp để tạo kết cấu cho các khu vườn. Loại cây này có những chiếc lá mọng nước, bóng và thon dài, cong, hơi thuôn nhọn về đầu, giống như hình dạng của quả chuối. Mỗi chiếc lá có dạng hình trụ, dài 2–3 cm và có 2 đường vân mờ ở hai bên. Tính năng hấp dẫn nhất của nó là sự sắp xếp xen kẽ của các tán lá và kiểu phân nhánh tinh tế.

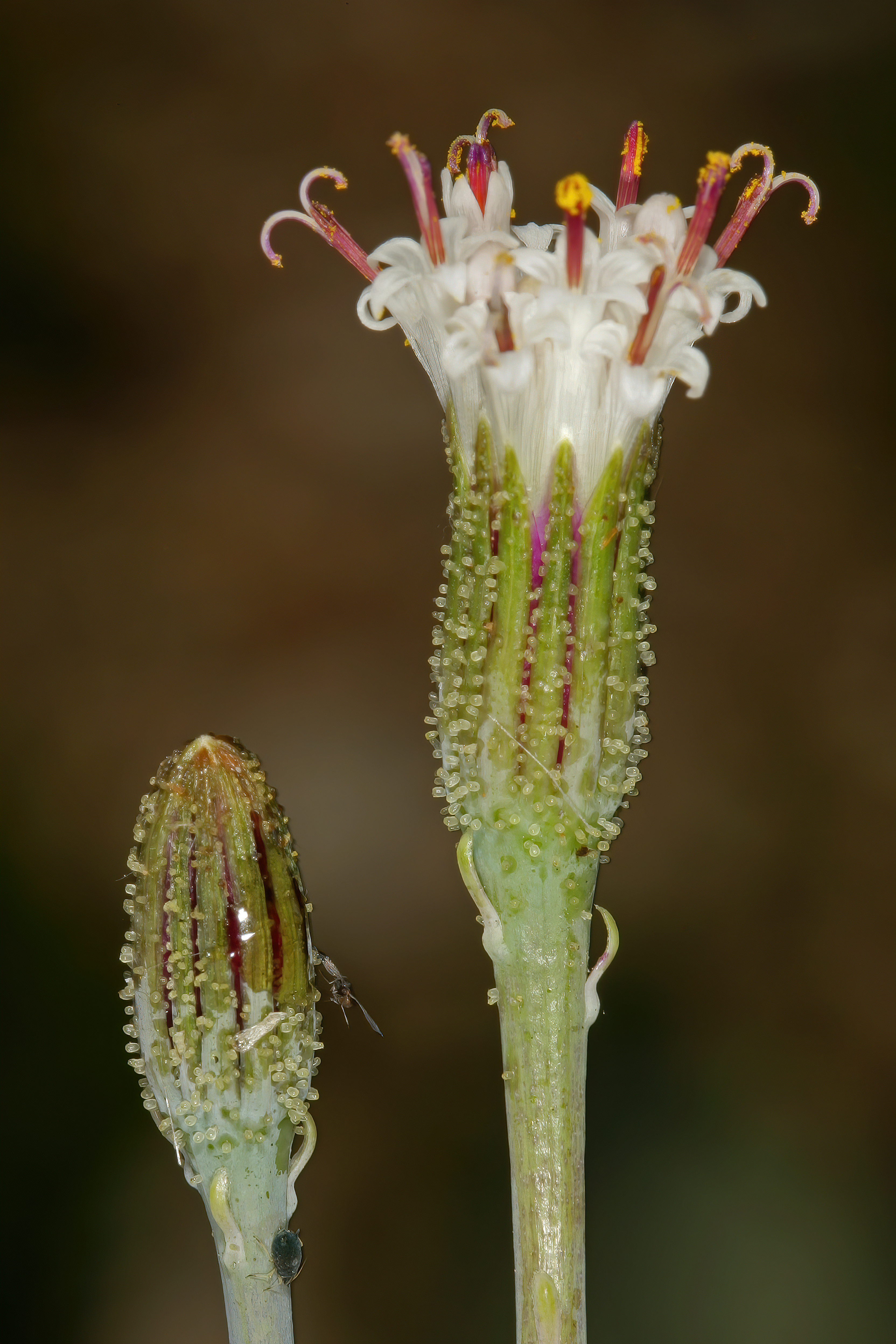
Hoa Curio radicans

## Hoa và quả
Curio radicans mọc ra những bông hoa nhỏ, có mùi thơm của quế, màu trắng hoặc trắng nhạt, thường vào cuối mùa đông hoặc đầu mùa xuân, mặc dù một số người trồng có thể ép ra hoa nhiều đợt trong năm. Giống như các loài khác trong chi Curio, cụm hoa bao gồm nhiều hoa nhỏ trên một ngăn chung. Loài này được trồng nhiều vì màu sắc, hình dạng hoặc kết cấu của tán lá hơn là hoa, do hoa nhỏ, màu trắng và không sặc sỡ.